# Alamada
Alamada é um município de  primeira classe de renda municipal (d) na província Cotabato, nas Filipinas. De acordo com o censo de 1 de maio  de  2020 possui uma população de 68 659 pessoas e 15 807 domicílios.